# Cud (album)
Cud è il terzo album in studio della cantante polacca Karolina Czarnecka, pubblicato il 15 novembre 2019 su etichetta discografica Kayax Production.

## Tracce
1. Oj, sama, ja se sama – 0:35
2. Módl się za nami – 3:28
3. Trzydzieści – 3:38
4. Nachapacze – 3:19
5. Perun – 5:28
6. Śpiącego wilczka ze snu zbudziła – 1:27
7. Dom – 3:54
8. Duszewność – 4:36
9. Córy – 5:08
10. Pielgrzymka – 4:21
11. Dziewczyna wyrusza na wojnę – 0:51
12. Potupaja – 4:15
13. Bestiariusz – 3:35
14. Kto znajduje, źle szukał – 5:41
15. Polska musi uwierzyć w miłość – 4:58

## Classifiche
| Classifica (2020) | Posizione massima |
| ----------------- | ----------------- |
| Polonia           | 49                |